# TTC-by Traditional and Trusted Coaches-共同運営サイト
『TTC-by Traditional and Trusted Coaches-共同運営サイト』は、Peformance Enhancement Coaching（ TICE式コーチング）認定コーチ、苫米地式コーチング認定コーチ（準認定コーチ補、苫米地アカデミー修了後に活動するコーチ、苫米地派のコーチング知識やスキルを有するコーチを含む）によって運営されている共同ブログサイト。

## 概要
2022（令和4）年10月1日にTICEコーチ・苫米地式コーチング認定コーチである沼田慶幸が開発。現在は複数の有志者が共同運営している。
開発目的は「コーチングに興味のあるすべての人にとっての情報収集及び交流の場であり、また、多種多様なジャンルでコーチングを通してより良い世界を作り上げていくことを目的とし活動しているコーチの情報発信を助ける場」としている。
会員制サイトであり、会員登録を行うことでコメント機能の利用、ポイントの獲得、限定記事の閲覧などが可能（非会員でも一部 閲覧可能）。会員がサイト内でのみ利用できるポイント（TTCpt）があり、サイト内アクションに応じて付与または消費される。

## 記事
コーチングに精通したプロフェッショナルコーチによる投稿記事の他、コーチング実践者による記事、コーチング対談動画の文字起こし記事、コーチング用語集などがある。
閲覧で会員にポイントが付与される記事と、ポイントを消費して閲覧するポイント消費記事がある。会員投稿記事は、ユーザー会員登録を行うことで投稿できる。

## イベント
TTC Live として、月に数回、オンラインで「セルフコーチング意見交換会」を行っている。初回、及びフリーパスNFT保持者は無料。2回目以降は有料。
苫米地式コーチング認定コーチ・TICEコーチの角井雅子が開催するFacebook Liveを希望者が一緒に視聴し、終了後に意見交換を行う「Tsunoiチャンネルをみんなで観よう会」を開催している。

## ポイント（TTCpt）
TTCptは、サイト内のアクションに応じて会員に付与され、ポイント消費記事の閲覧、ユーザー提供サービス、なげ銭（ID送金）などに使用できる。